# أغارثا

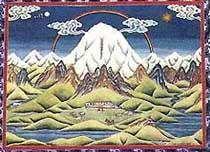

أجارثا (أحيانًا أجارتا ، أجارتي، أجاراث ،  أجارتا أو أجارثا) هي مملكة أسطورية يقال إنها تقع في قلب الأرض. يرتبط بالتصديق نظرية الأرض الجوفاء وهو موضوع شائع في علم الباطنية.

## التاريخ
نشر ألكساندر سان إيف دالفيدفر عالم السحر الفرنسي في القرن التاسع عشر أول رواية "موثوقة" لأغارتا في أوروبا. ووفقا له، فإن عالم "أجارثا" السري وكل حكمته وثروته سيكون متاحًا للبشرية جمعاء، عندما ترقى المسيحية إلى الوصايا التي صاغها موسى والله ذات يوم "، بمعنى" عندما تكون الفوضى موجودة في عالمنا يتم استبداله بالتزامن. " تقدم سان إيف وصفًا حيًا لـ "أجارثا" في هذا الكتاب كما لو كان مكانًا موجودًا بالفعل، يقع في جبال الهيمالايا في التبت. تستند نسخة سان إيف من تاريخ "أجارثا" إلى معلومات "مكشوفة"، وهذا يعني أن سان إيف نفسه حصل عليها من خلال "التناغم". [بحاجة لمصدر]
قام المستكشف فرديناند أوسيندوفسكي بكتابة كتاب في عام 1922 بعنوان الوحوش والبشر والآلهة . في الكتاب، يروي أوسيندوفسكي قصة تم نقلها إليه بشأن مملكة جوفية موجودة داخل الأرض. كانت هذه المملكة معروفة لدى المجتمع البوذي الخيالي باسم أغارتي.

## اتصالات إلى الأساطير
يرتبط أجارثا في كثير من الأحيان مع شامبالا  (يُطلق عليه غالبًا اسم «شانجريلا» في بعض النصوص) والذي يحتل مكانة بارزة في تعاليم فاجرايانا البوذية والكالاتشاكرة التبتية ويعاد إحياءه في الغرب من قبل مدام بلافاتسكي والمجتمع الثيوصوفي. ينظر اللاهوتيون على وجه الخصوص إلى Agarthi كمجمع شاسع من الكهوف تحت التيبت يسكنها شياطين شريرين ، ويسمى asuras . ترى هيلينا ونيكولاس رويريتش، اللتان تتوافق تعاليمهما عن قرب مع الفلسفة، وجود شامبالا على أنه روحاني وجسدي على حد سواء.
تبرز Agartha مكانة بارزة في فيلم الرسوم المتحركة الياباني لعام 2011 «الأطفال الذين يطاردون الأصوات المفقودة» . يصور على أنها أرض شاسعة تحت الأرض حيث ازدهرت حضارة باطنية ومتطورة للغاية إلى جانب كائنات تدعى كويتزالكووتل. تدهورت حضارة أجارثان بشكل كبير على مر القرون بسبب الغزوات المستمرة من قبل الدول ذات السطح الجشع، لكنها تواصل حراسة بوابة الحياة والموت، حيث يمكن للمرء أن يتمنى عودة الشخص إلى الحياة.
يتم ذكر Agartha أيضًا بشكل بارز في Call of Duty ، وتحديداً في قصة Black Ops Zombies كموقع.

## روابط خارجية
- سان إيف دالفيدر والاتصال Agartthian ، بقلم جوسلين جودوين.
- خريطة / رسم تخطيطي لأغارتا والأرض المجوفة ، استنادًا إلى كتابات ريمون دبليو برنارد.
- في كتاب إدوارد بولوير ليتون: أغارتا وشامبالا وفريل والجذور الخفية للقوة النازية ، بقلم جوزيف جورج كالدويل.
- "An Algorithmic Agartha" —Essay-Contribution to Culture Machine 16، 2015 (the Special Journal of the Culture on Drone Culture). مرحبا بكم في Electrocene ، خوارزمية Agartha.